# Eriksö

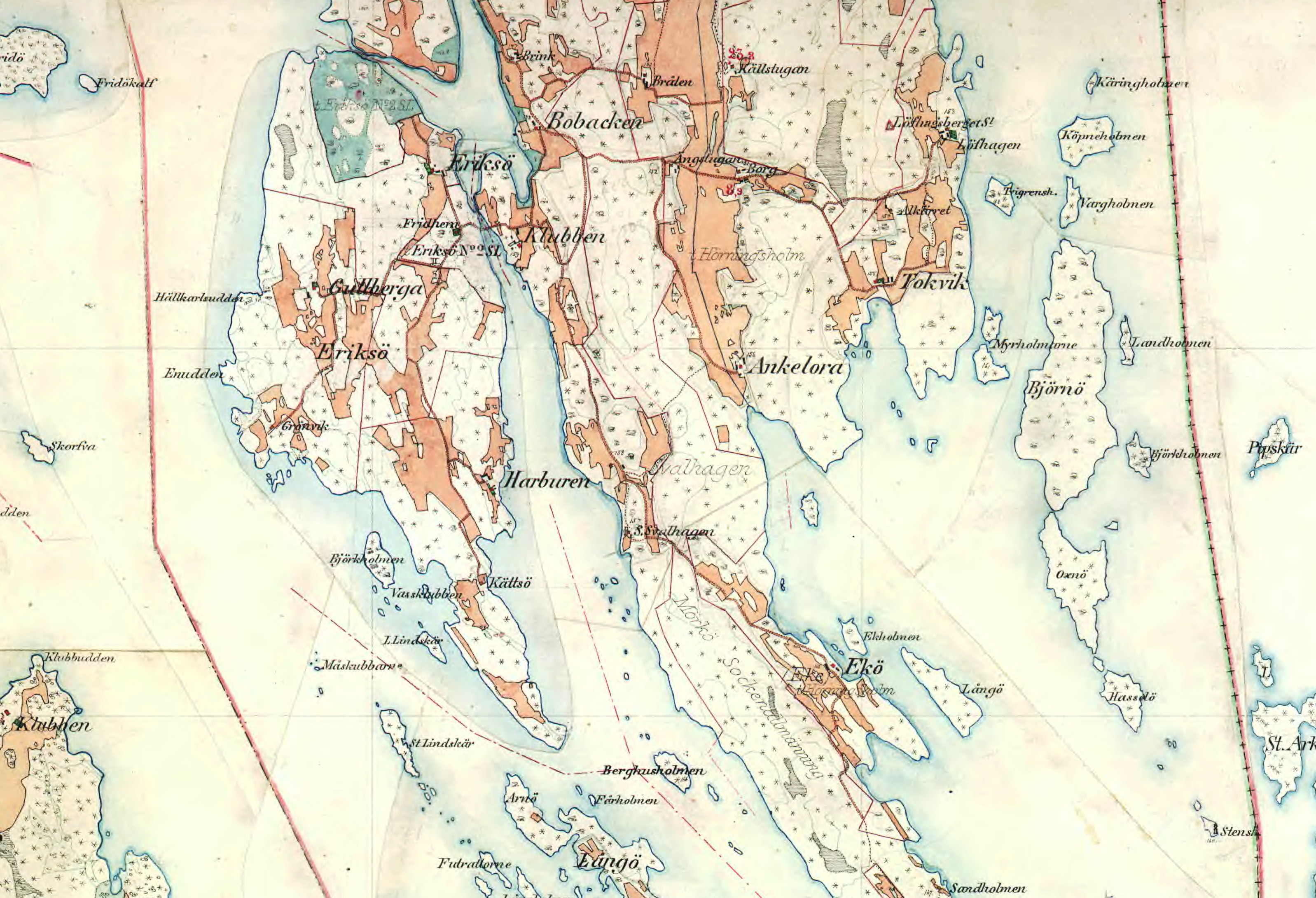
Eriksö på Häradsekonomiska kartan, 1880–1890-tal.

Eriksö är en halvö i Mörkö socken, Södertälje kommun, Stockholms län, belägen väster om Mörkö. Hela ön är sedan 1998 ett naturreservat vid namnet Eriksö naturreservat. Eriksö ägs av Sveaskog.

## Allmänt
Eriksö var tidigare en ö som genom landhöjningen sakta växt ihop med fastlandet. Fortfarande delar Klubbsundet Eriksö från Mörkö, medan det numera nästan igenväxta Norrsundet skiljer Eriksö i norr från Kålsö. Från Norrsundet i norr till Kättsö udd i söder mäter Eriksö cirka 3,6 kilometer, största bredd är ungefär 1,4 kilometer och arealen omfattar knappt 300 hektar.

## Natur

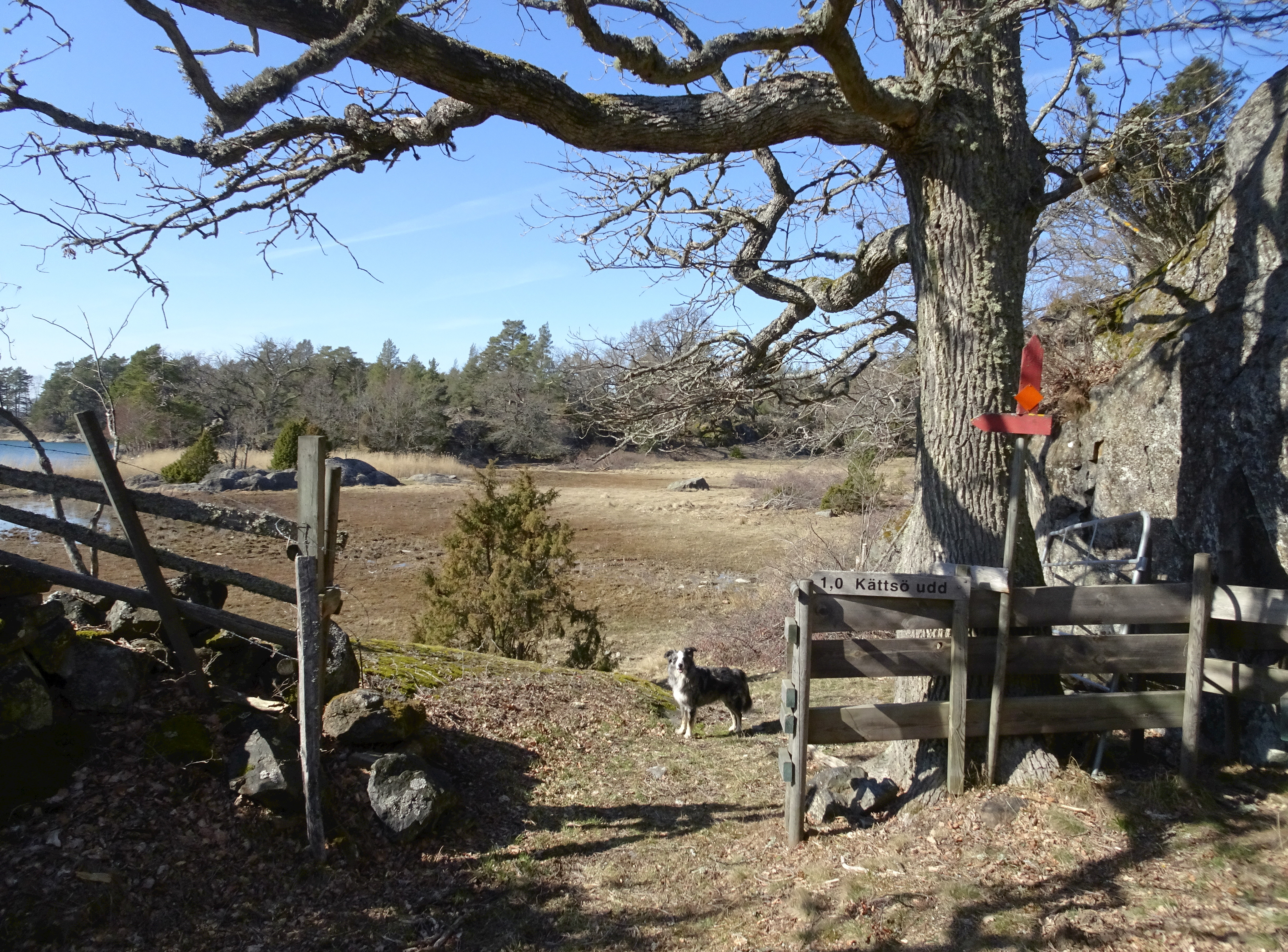
Vandringsleden mot Kättsö udd.

Eriksö utgörs att ett sprickdalslandskap med höga bergformationer intill odlingsmark och bebyggelse exempelvis intill gården Harburen på öns sydöstra sida. På Eriksös norra och södra delar överväger äldre, övervägande naturskogsartad barrskog. Skogarna på öns mellersta del har varit föremål för skogsbruk i senare tid och domineras numera av yngre skog med framförallt av gran och lövträd. 
Längst i söder ligger Kättsö med Kättsö udd som har sitt namn efter torpet Kättsö (eller Kietzön) vilket lydde under gården Harburen. Den 23 februari 1998 förklarades hela ön och ett 285 hektar stort vattenområde runt ön till naturreservat. Syftet med reservatet är bland annat "att bevara och vårda ett kustnära odlings- och skogslandskap med dess stora natur-, kultur- och skönhetsvärden samt värdefulla växt- och djurliv".

## Bebyggelse

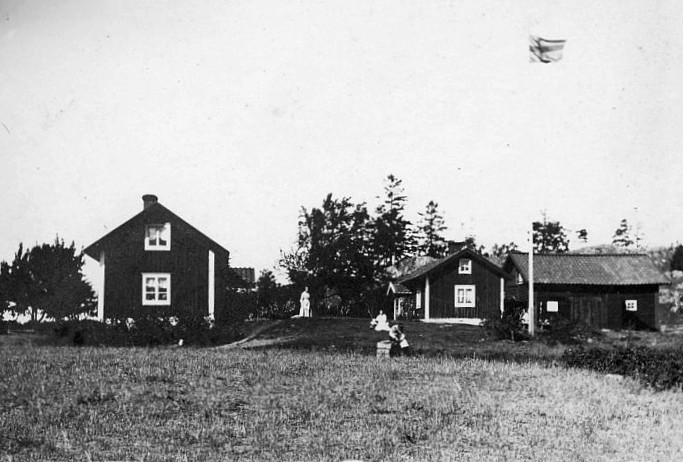
Eriksö gård kring 1910-talet.

På ön ligger några gårdar, bland dem Eriksö, Fridhem, Gullberga och Harburen. Gullberga med Grönvik finns belagt första gången år 1629 och har varit kronohemman. I samband med nerläggningen av jordbruket överfördes större delen av jordbruksmarken till Harburen. Gullbergas båda bostadshus är idag fritidshus.
Harburen (eller Haraburen), på sydöstra sidan av Eriksö, är omnämnd i skrift första gången 1629 och var 2010 det enda kvarvarande jordbruket på ön. Mangårdsbyggnaden uppfördes 1940, och ett äldre bostadshus byggdes omkring år 1900. Gården, som arrenderas från Sveaskog, har övertagit mark från bland annat Gullberga och Eriksö. Under Harburen låg torpet Kättsö som renoverades och byggdes till på 2000-talet och är numera permanentbebott. Arrendatorn på Harburen är även tillsynsman för Eriksö naturreservat.
Gården Eriksö, längst i norr, omnämns 1494 i Svante Stures jordebok. Gården hade på 1940-talet 15 hektar åkermark samt en djurbesättning av fyra hästar, åtta till tio kor två svin och en tjur. Den gamla mangårdsbyggnaden uppfördes omkring år 1700 (renoverad 1934). Jordbruket lades ner i början av 1960-talet.

## Bilder

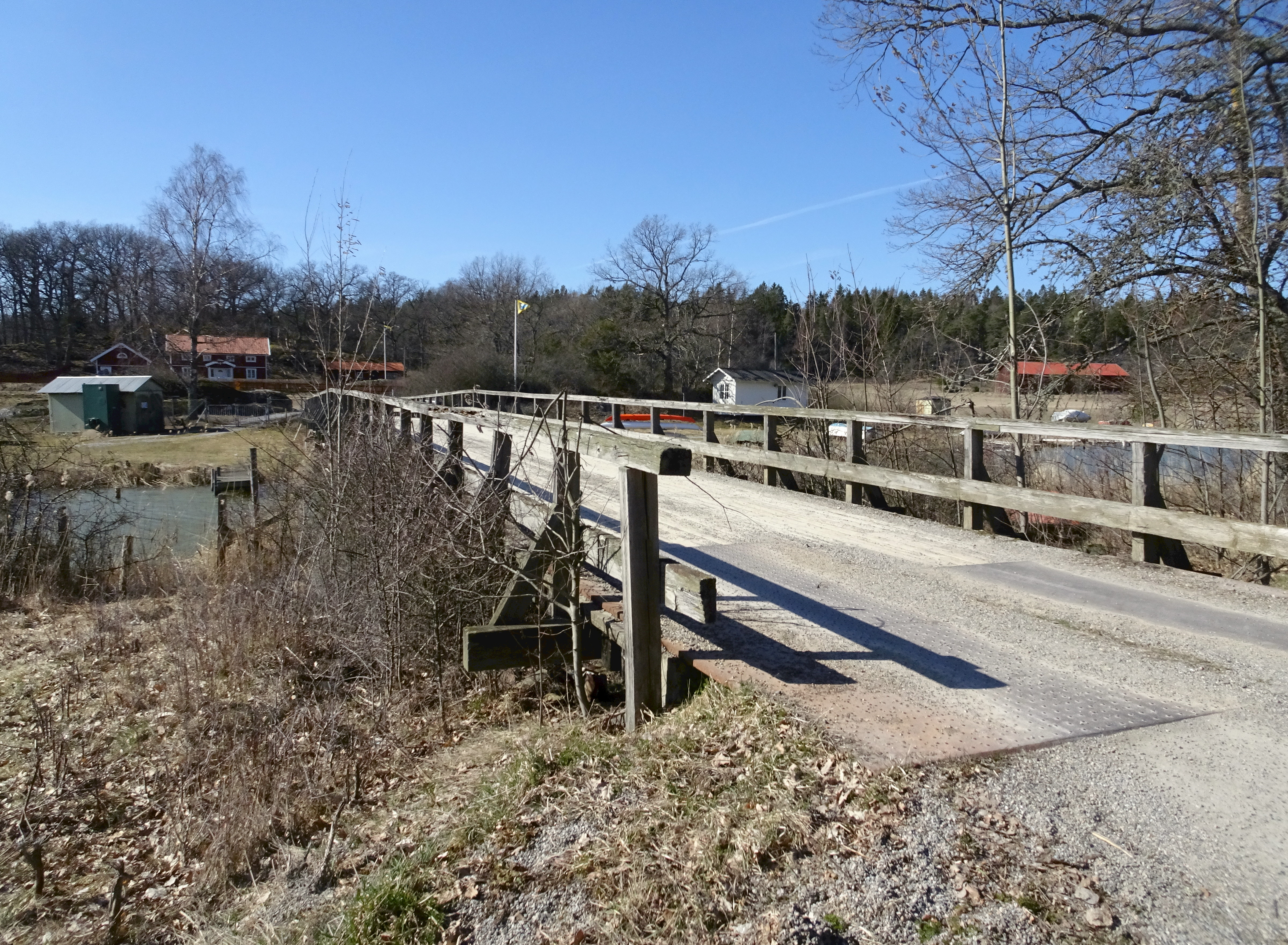
Bron från fastlandet med gården Fridhem i bakgrunden.
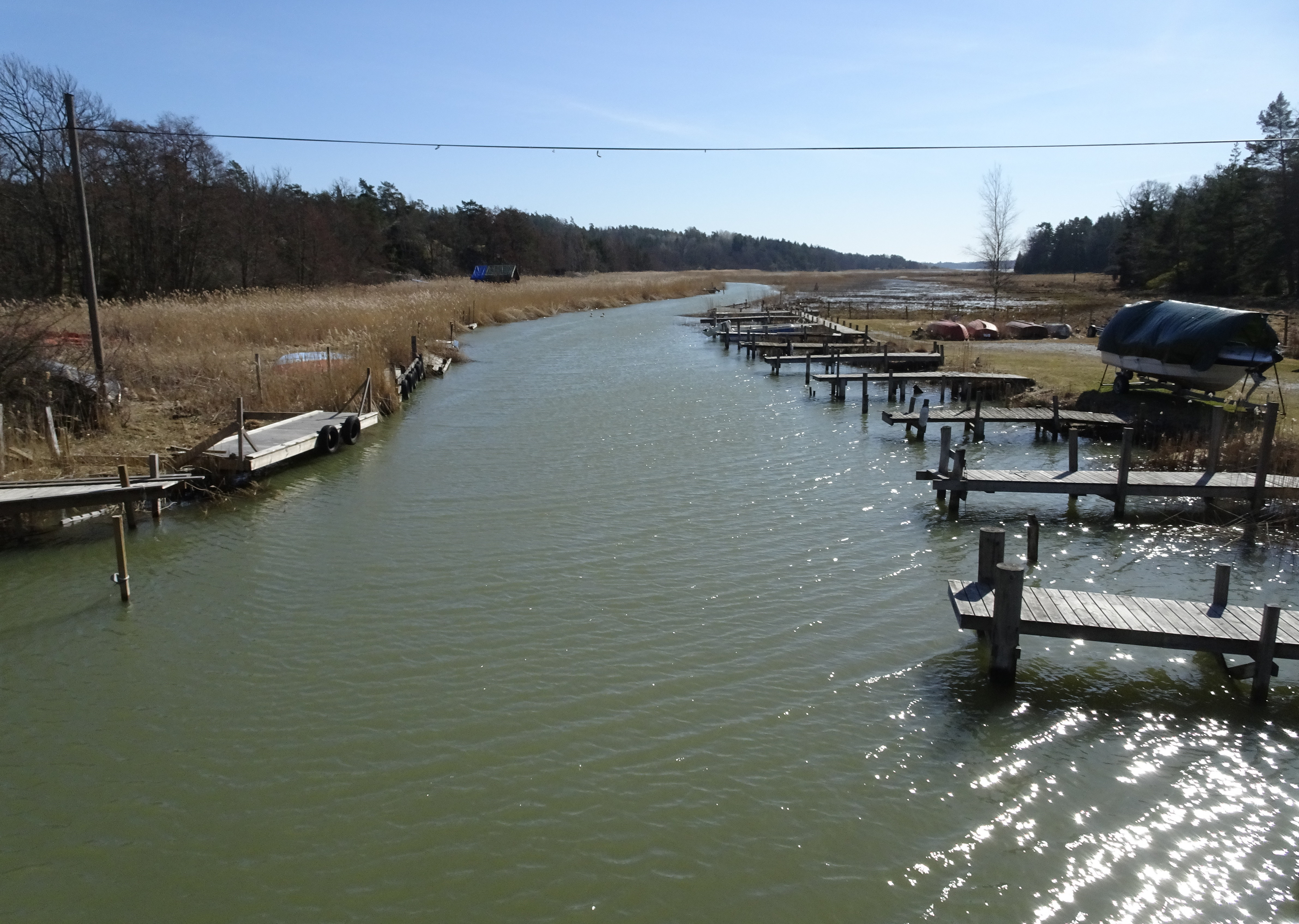
Klubbsundet, vy söderut.
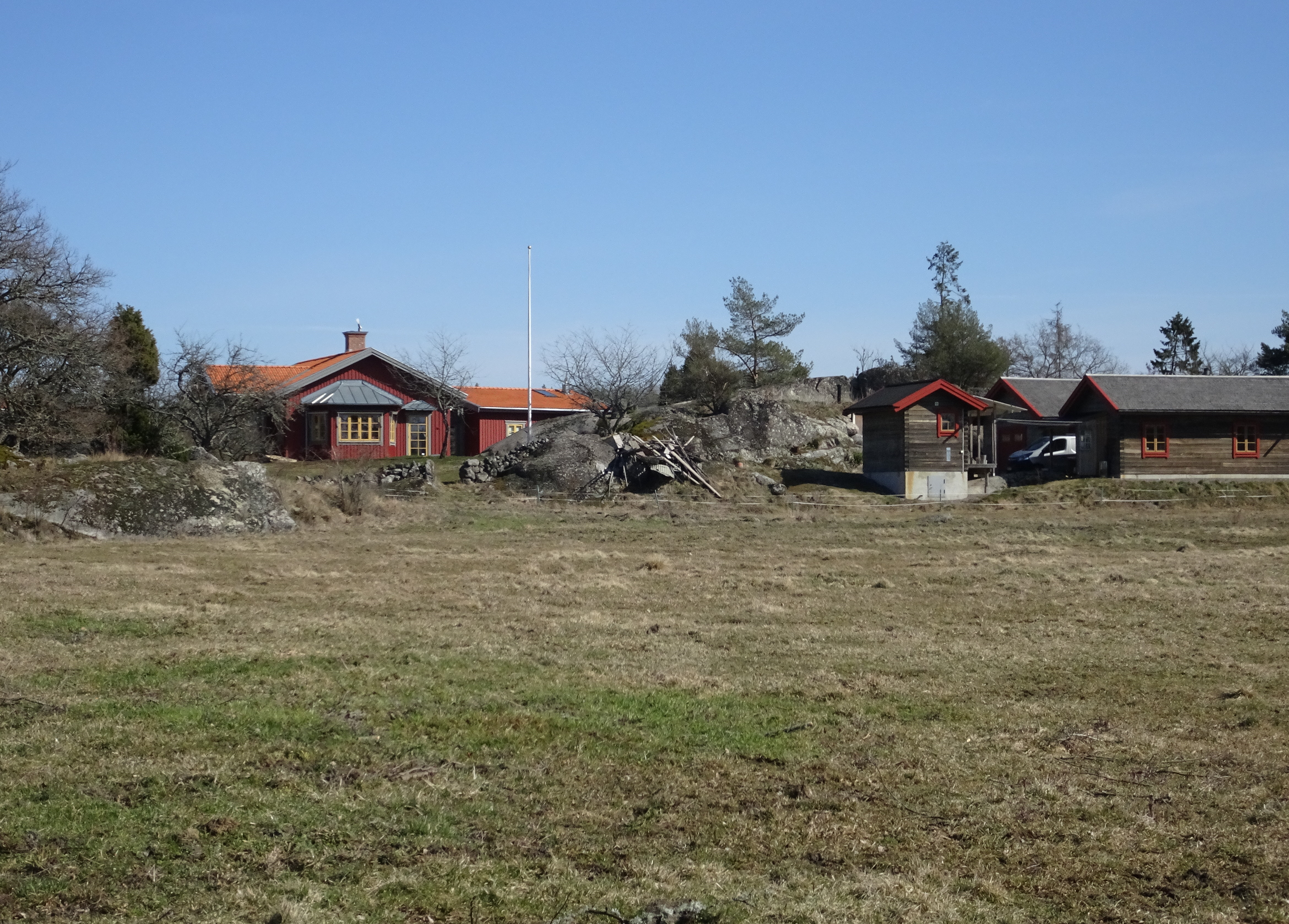
Gården Kättsö.
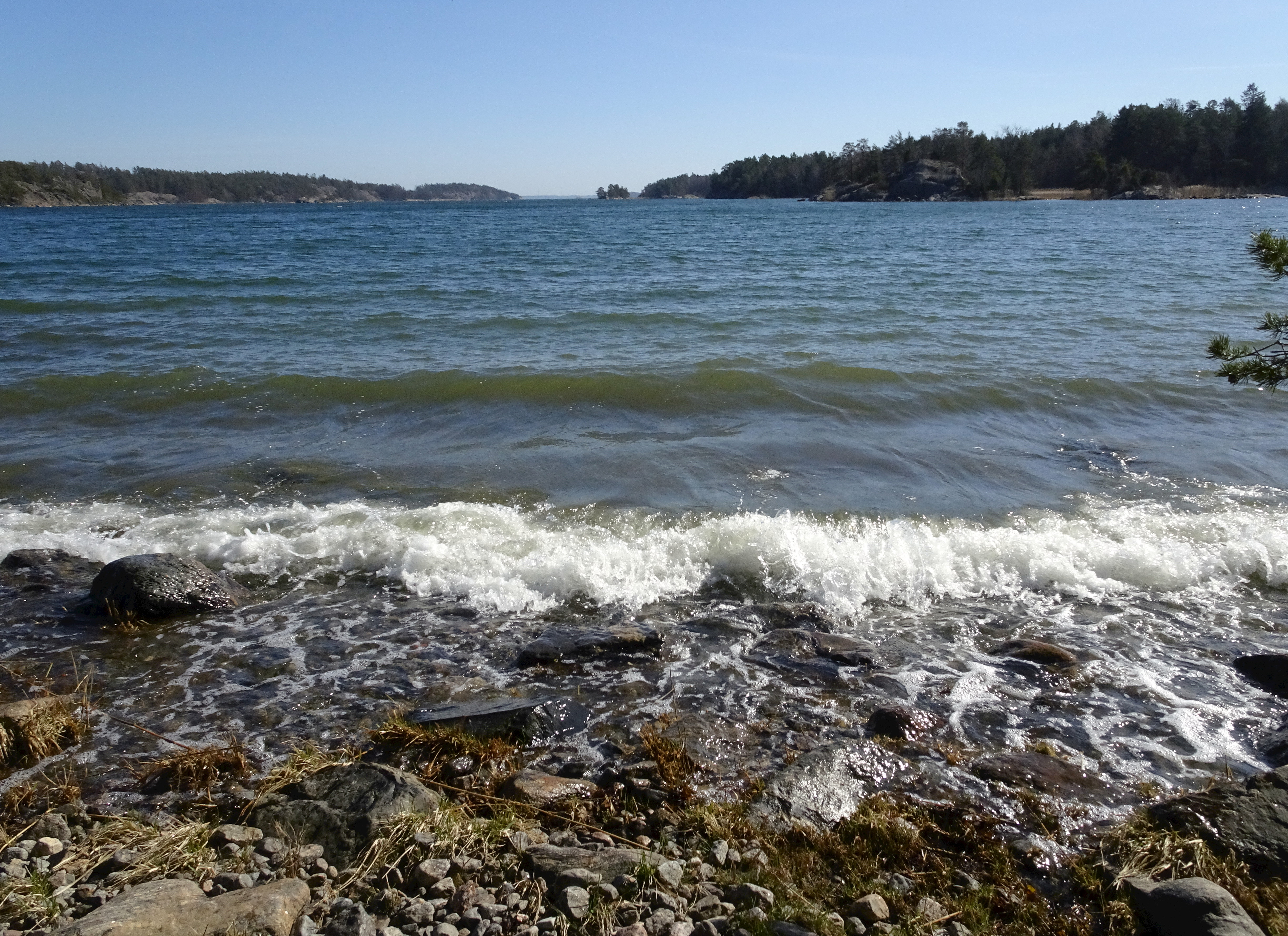
Utsikt söderut från Kättsö udd.